# Truro stift
Truro stift (engelska: Diocese of Truro) är ett stift i Canterbury kyrkoprovins inom Engelska kyrkan. Stiftet omfattar Cornwall, Scillyöarna och en liten bit av Devon. Katedralen i Truro används som biskopssäte.

## Historik

### Romersk tid och tidig medeltid
Cornwalls historia under romersk tid och tidig medeltid är rik på legender men fattig på fakta. Området ingick i den romerska provinsen Britannia, men på grund av sitt isolerade läge och avsaknaden av större samhällen var romaniseringen begränsad och det keltiska kulturarvet bevarades länge.
Kristen tro har lång historia i Cornwall, och stiftet framhåller spår av gudstjänster och mission från 300-talet, det vill säga innan Canterbury upprättades som biskopssäte. Många av samhällena och församlingskyrkorna i stiftet tar sitt namn från keltiska helgon, vilket påminner om inflytandet från Irland, Wales och Bretagne.[källa behövs] Enligt Beda venerabilis ska sankt Germanus av Auxerre ha besökt Cornwall på 400-talet för att grunda ett flertal kyrkor.
Mot slutet av den romerska perioden flyttade keltiska kristna in i området. Från romarnas uttåg ur Britannia runt år 410 höll Cornwall stånd mot den invasion av angler och saxare som pågick på ön, fram till 900-talet.

### Medeltid
Senast 926 fanns en anglosaxisk biskop av Cornwall med säte i dagens St Germans. Mot slutet av århundradet, 981, plundrar danska sjöfarare Sankt Petrocs kloster. Det fanns vid denna tid minst två institutioner med detta namn, en i Bodmin och en i Padstow.
Stiftet flyttades från Cornwall till Crediton i Devon år 1042, för att därefter slås samman och flyttas till Exeter. Cornwall utgjorde fortsatt ett ärkediakonat i Exeter stift, vilket bland annat framgår i manuskript från 1308–1541 där utnämningar av ärkediakoner för Cornwall dokumenterats.

### Reformationen
Fram till 1540-talet var korniska ett levande språk inom kyrkan. Genom Henrik VIII:s reformation kom dock engelskan att ta allt större plats, när den blev gemensamt språk i gudstjänster, böner och bibelläsning. I 1600-talets början är korniskan i snabbt avtagande, men det förekommer rapporter om nattvardsfirande på korniska i Penryn så sent som under Karl I:s regeringstid (1625–1649) och en predikan på korniska i Landewednack år 1678. I syfte att bevara språket publicerades 1790 Archaelogia Cornu-Britannica, som utöver grammatik och ordlistor även innehöll Herrens bön, trosbekännelse och de tio budorden.

### Det moderna stiftet i Cornwall
Det var först den 15 december 1876 som ett stift återuppstod i Cornwall, genom att ärkediakonatet Cornwall bröts ut ur Exter stift.
Stiftets första biskop blev Edward White Benson, som ansvarade för byggandet av katedralen i Truro. Det första spadtaget togs den 20 maj 1880 av dåvarande prinsen av Prins Albert Edvard, hertig av Cornwall. Under de sju första åren av byggtiden firades gudstjänst i en provisorisk träbyggnad intill katedralen.

## Organisation

### Biskopen av Truro
Biskopen av Truro är stiftsbiskop. Han eller hon leder stiftet och utövar den pastorala tillsynen över församlingar och präster. Biskopssäte är Truro, och domkyrka är Katedralen i Truro.
Biskopen leder också biskopens råd och stiftssynoden.
Sedan september 2023 saknar Truro stift biskop, då Philip Mountstephen överfördes som ny biskop av Winchester stift. Under tiden som en ny biskop utses fungerar stiftets suffraganbiskop som tillförordnad.[Uppdatering behövs]
I december 2024 meddelade den brittiska regeringen att David Williams utsetts till ny biskop. Williams är sedan tidigare biskopsvigd som suffraganbiskop av Basingstoke i Winchester stift. Han blir den 17:e biskopen i ordningen för Truro stift, och förväntas installeras under våren 2025.[Uppdatering behövs]

### Suffraganbiskop
Sedan 1534 har Engelska kyrkan utsett suffraganbiskopar som stöd till stiftsbiskopen. En suffraganbiskop utövar sitt ämbete på stiftsbiskopens delegation, och uppgifterna kan skilja sig kraftigt åt mellan stiften.
I Truro stift inrättades en suffraganbiskop, biskopen av St Germans redan 1905. Ämbetet var dock vilande 1918–1974. Den nuvarande biskopen av St Germans är sedan 2020 Hugh Nelson, han är den åttonde i ordningen och tjänstgör även som biskop för försvarsmakten (engelska: Bishop to the Armed Forces). Sedan oktober 2023 är bishop Hugh även tillförordnad stiftsbiskop.[Uppdatering behövs]

### Biskop för alternativ episkopal tillsyn
Sedan 1992 respektive 2014 tillåter Engelska kyrkan prästvigning och biskopsvigning av kvinnor. Parallellt har kyrkan även erbjudit lösningar för församlingar som av teologiska skäl inte vill betjänas av en kvinnlig präst eller stå under en kvinnlig biskop. Systemet kallas alternativ episkopal tillsyn (engelska Alternative Espicopal Oversight, AEO), och är utformat så att församlingens kyrkoråd kan begära att ställas under en biskop som delar församlingens ämbetssyn. De biskopar som ansvarar för den alternativa tillsynen kallas Provincial Episcopal Visitors (PEV) och är verksamma i flera stift.
Sedan januari 2023 står de anglo-katolska församlingar i Truro stift som begärt alternativ episkopal tillsyn under biskopen av Oswestry, som är suffraganbiskop i Lichfields stift. Mellan 1993–2022 stod församlingarna under biskopen av Ebbsfleet.
Truro stift har inga lågkyrkliga församlingar av konservativ evangelikal inriktning som begärt alternativ episkopal tillsyn.

### Stiftssynod
I Engelska kyrkan är det biskopen som styr stiftet, med råd och samtycke av representanter för stiftets präster och lekmän, samlade i stiftssynoden (engelska: Diocesan Synod). Synoden diskuterar de ärenden som rör stiftet eller som biskopen eller Generalsynoden lägger fram för beslut. Det är också stiftssynoden som beslutar om budget och godkänner redovisningen av stiftets ekonomiska förvaltning. Däremot kan stiftssynoden inte formulera kyrkans tro eller lära, det ansvaret vilar på Generalsynoden.
Merparten av ledamöterna i stiftssynoden väljs av dekanaten, medan några ledamöter deltar ex officio eller väljs in av stiftssynoden själv eller av biskopen. Synoden är indelad i biskoparnas, prästernas och lekmännens hus. I huvudsak samlas alla ledamöter gemensamt och beslut fattas med enkel majoritet. Vissa frågor kräver dock majoritet i vart och ett av husen, och när frågor berör präster och lekmän på olika sätt kan husen också hålla separata samlingar och omröstningar. Biskopen har möjlighet att utöva veto i de flesta av synodens beslut.

### Biskopens råd
Biskopens råd är ett rådgivande organ för stiftsbiskopen och en permanent kommitté för stiftssynoden. Rådet bereder ärenden och planerar stiftssynodens möten, verkställer synodens beslut, och fattar beslut i dess ställe när synoden inte sammanträder. Biskopen diskuterar frågor om stiftets ledning med rådet. Rådet kan också utse ledamöter och representanter i andra kommittéer och grupper, och formulerar policy för stiftets inre liv och verksamhet.
Den juridiska personen Truro stift utgörs av Truro Diocesan Board of Finance, som förvaltar stiftets ekonomi på uppdrag av stiftssynoden. Styrelsen äger och förvaltar stiftets fastigheter och övriga tillgångar, och har ett särskilt ansvar för försäkringar, pensionsavsättningar och stiftets anställda. I Truro stift utgör biskopens råd även styrelse för Truro Diocesan Board of Finance.
Enligt kyrkoordningen måste varje stift också ha en missions- och pastoralkommitté. I Truro stift fullgörs den uppgiften av biskopens råd. Rådet utgör även skolstyrelse.

### Stiftsindelning
Truro stift är indelat i två ärkediakonat, nämligen Bodmin och Cornwall, som vart och ett leds av en ärkediakon. Uppdraget innebär att under biskopens ledning ansvara för att visitera församlingar, övervaka det demokratiska arbetet på församlings- och dekanatsnivå, stödja och ha tillsyn över präster och diakoner samt fullfölja biskopens ansvar vad gäller kyrkobyggnader och övriga fastigheter.
Ärkediakonaten är i sin tur indelade i vardera sex dekanat. Dekanaten leds av en präst som kallas Area Dean eller Rural Dean (dekan) och en lekmannaordförande. Varje dekanat har en egen synod, bestående av dekanatets präster samt valda lekmän från alla församlingar i området.

## Internationella relationer
Under 2020 omorganiserades stiftets internationella arbete, och sedan dess har en särskild kommitté ansvaret för stiftets internationella relationer. Utöver att understödja församlingarnas internationella kontakter svarar kommittén för relationen med Truros vänstift, nämligen det lutherska Strängnäs stift inom Svenska kyrkan och Mzivubu stift i Sydafrika, inom Anglican Church of Southern Africa.
Stiftet har också ett vänavtal med det katolska benediktinerklostret i Landévennec i Frankrike, och biskopen och kommittén har inlett ett arbete för att etablera kontakter med kristna kyrkor i Libanon.

## Kyrkor och byggnader

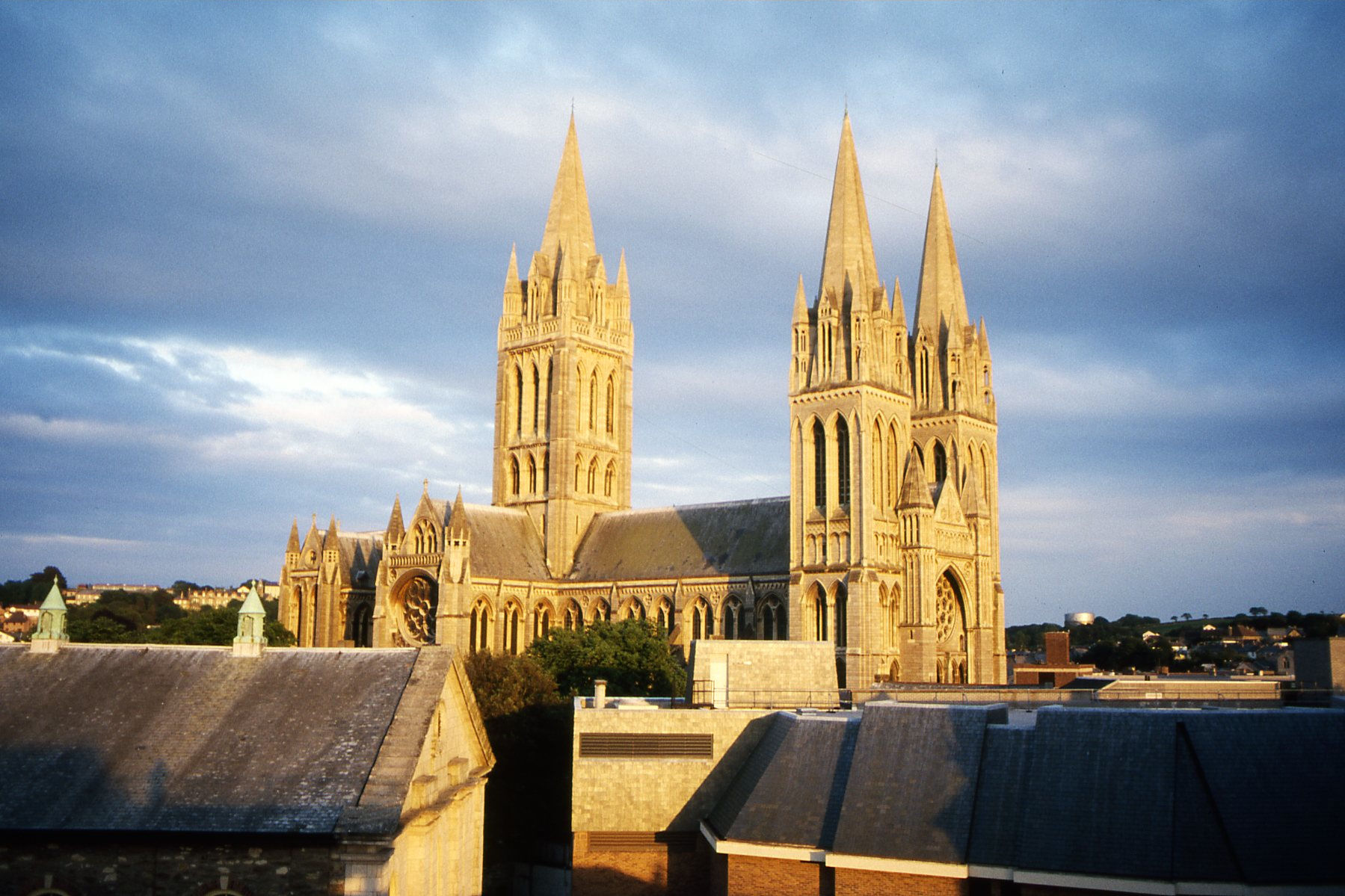
Katedralen i Truro, med sina karaktäristiska tre tornspiror.

### Katedralen i Truro
Katedralen i Truro är stiftets moderkyrka och biskopssäte för biskopen av Truro. Kyrkan uppfördes 1880 1910 på samma plats som en tidigare församlingskyrka. Ett av den tidigare 1500-talskyrkans skepp har inarbetats i byggnaden, liksom en åttkantig dopfunt och fattigkista från samma period. Siluetten utmärks av de två västtornen och centraltornet, och den tillhör ett fåtal engelska katedraler som har tre tornspiror.
Från Katedralen i Truro kommer en av Engelska kyrkans gudstjänsttraditioner, nämligen julaftonsgudstjänsten A Service of Nine Lessons and Carols. Sammanställd av stiftets förste biskop Edward White Benson uruppfördes den 1880 i den provisoriska träbyggnad som användes medan katedralen byggdes. Gudstjänstformen har sedan dess spridit sig, och är sedan 1928 ett stående radioinslag på BBC.

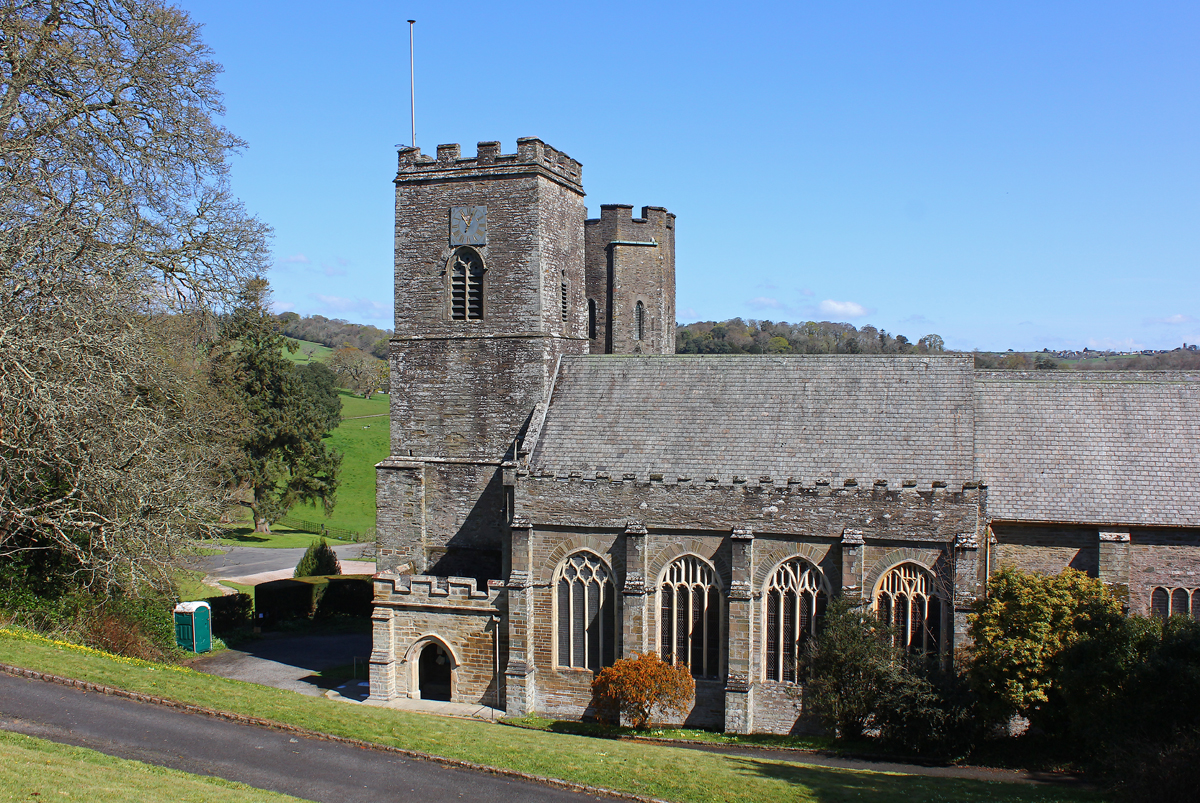
St Germans Priory vittnar om den tidiga och medeltida kristendomen i Cornwall.

### St Germans Priory
St Germans var platsen för det första korniska stiftets katedral. Kyrkan och platsen fick sitt namn efter Sankt Germanus av Auxerre, som besökte Cornwall på 400-talet för att grunda kyrkor, och vars reliker fanns i katedralen.
Historiskt verkar St Germans ha fungerat som minster med egna sekulärkaniker någon gång under 800-talet. Den blev upphöjd till biskopssäte och katedral med domkapitel år 926, men biskopssätet överfördes till Crediton 1042. Efter den normandiska erövringen byggdes kyrkan om och gavs en typiskt normandisk västfasad. Under 1100-talet knöts kyrkan till augustinermunkar på platsen. Vid reformationen stängdes klostret och kyrkan gavs till byborna som församlingskyrka. I slutet av 1500-talet revs munkkoret, då det inte längre behövdes och var kostsamt att underhålla.
Idag är kyrkan säte för suffraganbiskopen av St Germans.

## Biskopslängd
Där inget annat anges i noter är uppgifterna i nedanstående biskopslängd hämtad från Crockford's Clerical Directory.
| Nr | Från   | Till | Biskop                 | Kommentar |
| -- | ------ | ---- | ---------------------- | --- |
| 1  | 1877   | 1882 | Edward White Benson    | Överfördes till ärkebiskop av Canterbury från 1883. |
| 2  | 1883   | 1891 | George Wilkinson       | Överfördes till St Andrews, Dunkeld och Dunblane stift i Skotska episkopalkyrkan; senare även denna kyrkas primus.                                                                                  |
| 3  | 1891   | 1906 | John Gott              | |
| 4  | 1906   | 1912 | Charles Stubbs         | |
| 5  | 1912   | 1919 | Winfrid Burrows        | Överfördes till Chichester stift. |
| 6  | 1919   | 1923 | Guy Warman             | Överfördes till biskop av Chelmsford, och senare biskop av Manchester. |
| 7  | 1923   | 1935 | Walter Frere           | |
| 8  | 1935   | 1950 | Joseph Hunkin          | |
| 9  | 1951   | 1960 | Edmund Morgan          | Överfördes från Winchester stift där han var suffraganbiskop av Southampton. |
| 10 | 1960   | 1973 | Maurice Key            | Överfördes från Salisburys stift där han var suffraganbiskop av Sherborne. |
| 11 | 1973   | 1981 | Graham Leonard         | Överfördes från Londons stift, där han var suffraganbiskop av Willesden. Överfördes på nytt till Londons stift, för att bli stiftsbiskop.                                                           |
| 12 | 1981   | 1989 | Peter Mumford          | Överfördes från Saint Albans stift, där han var suffraganbiskop av Hertford. |
| 13 | 1990   | 1997 | Michael Ball           | Överfördes från Durhams stift, där han var suffraganbiskop av Jarrow. |
| 14 | 1997   | 2008 | William "Bill" Ind     | Överfördes från Lincolns stift, där han var suffraganbiskop av Grantham. |
| 15 | 2008   | 2017 | Timothy "Tim" Thornton | Överfördes från Salisburys stift där han var suffraganbiskop av Sherborne. Överfördes till Canterbury stift som biskop av Lambeth, och även biskop för försvarsmakten och biskop av Falklandsöarna. |
| 16 | 2018   | 2023 | Philip Mountstephen    | Överfördes till biskop av Winchester. |
| 17 | (2025) |      | David Williams         | Biskop electus sedan december 2024, förväntas installeras våren 2025. Överförs då från Winchester stift, där han är suffraganbiskop av Basingstoke. [Uppdatering behövs]                            |
|    |        |      |                        | |